# Arnaud Gascon-Nadon
 (février 2023).
Si vous disposez d'ouvrages ou d'articles de référence ou si vous connaissez des sites web de qualité traitant du thème abordé ici, merci de compléter l'article en donnant les références utiles à sa vérifiabilité et en les liant à la section « Notes et références ».
(en) Statistiques sur statscrew
Arnaud Gascon-Nadon (né le 10 juillet 1988 à Montréal) est un joueur canadien de football canadien.

## Biographie
Arnaud commence sa carrière de football au Collège Jean-Eudes, dans le quartier Rosemont de la ville de Montréal. Il débute comme quart-arrière et remporte le titre de joueur offensif de l’année dès sa première saison. 
Il retourne à ses anciens amours du soccer, pour revenir quelques années après au football, mais du côté de la défensive. Il touche à toutes les positions sur un terrain de football, et préfère celle de la ligne défensive. 
Il joue par la suite avec les Spartiates du Vieux-Montréal avec lesquels il remporte un Bol d'or et plusieurs titres personnels (recrue de l’année, meilleur joueur de ligne, joueur le plus utile). 
À la suite de la saison 2007, durant laquelle il est le seul capitaine de son équipe, Gascon-Nadon quitte sa ville natale en 2008 avec une bourse d’étude complète pour l'Université Rice de Houston au (Texas) où il est membre des Owls dans la Conférence USA. Il joue régulièrement en défensive et l’équipe connaît sa meilleure saison avec une fiche de 10-3 en égalité pour la 1ère place de la conférence. Il revient jouer au Québec pour terminer son parcours universitaire, avec le Rouge et Or de l'Université Laval de Québec. Après une année sabbatique en 2009, il joue pour le Rouge et Or de 2010 à 2012. Il remporte le Texas Bowl en 2008 avec Rice et la coupe Vanier en 2010 et en 2012 avec Laval. 
À titre personnel, en 2008 il est nommé sur l'équipe d’étoiles des recrues de la conférence USA. À son retour au Québec, il remporte plusieurs honneurs personnels au niveau provincial et national, notamment 1ère équipe d’étoiles au Québec et au Canada, ainsi que meilleur joueur de ligne au Québec. Il est le premier joueur de l’histoire des U Sports a remporté à deux reprises le trophée J.P. Metras, remis au meilleur joueur de ligne au pays.
Repêché en 2012 par les Tiger-Cats de Hamilton dans la Ligue canadienne de football, il évolue avec cette équipe de 2013 à 2015, et participe au match de la coupe Grey à deux reprises. Il joint le Rouge et Noir d'Ottawa par la suite, et remporte la coupe Grey avec cette équipe en 2016 contre les Stampeders de Calgary. Gascon-Nadon termine sa carrière professionnelle avec les Eskimos d'Edmonton au cours de la saison 2018. Il annonce sa retraite à l'été 2019.
En 2022 il s’implique en politique québécoise durant la campagne électorale au sein du Parti conservateur du Québec et agit comme stratège et directeur des médias sociaux du parti et coordonnateur du comité national de sélection des candidats.

## Vie personnelle
Il est le fils de l'acteur Guy Nadon et de l'actrice Nathalie Gascon. Son grand-père Jean Gascon est un des fondateurs du Théâtre du Nouveau Monde ainsi que professeur à l’École nationale de théâtre du Canada. 

## Honneurs

### Football universitaire américain
Texas Bowl
- 2008 - Owls de l'Université Rice

### Football universitaire canadien
Coupe Vanier
- 2010 - Rouge et Or de l'Université Laval
- 2012 - Rouge et Or de l'Université Laval

### Ligue canadienne de football
Coupe Grey
- 2016 - Rouge et Noir d'Ottawa